# Pieni Varpusenjärvi
Pieni Varpusenjärvi är en sjö i kommunen Kouvola i landskapet Kymmenedalen i Finland. Sjön ligger 112,6 meter över havet. Arean är 1,22 kvadratkilometer och strandlinjen är 14,81 kilometer lång. Sjön  ingår i Kymmene älvs huvudavrinningsområde.   Den ligger omkring 88 km norr om Kotka och omkring 160 km nordöst om Helsingfors. 
I sjön finns ön Puolasaari. Pieni Varpusenjärvi ligger söder om Siikanen. 